# Gunfighter: The Legend of Jesse James
Gunfighter: The Legend of Jesse James est un jeu vidéo de tir développé par Rebellion Developments et édité par Ubi Soft pour PlayStation. L'intrigue du jeu se déroule dans le Far West américain. Le protagoniste du jeu est Jesse James, un hors-la-loi américain qui a vécu et est mort au XIXe siècle.

## Système
Le jeu s'inspire de Time Crisis de Namco et se déroule dans le Far West. Le joueur doit vaincre tous les ennemis à l'écran dans une zone afin de passer à la zone suivante. Le joueur est autorisé à se cacher afin d'esquiver les attaques ennemies. Cependant, le joueur doit vaincre tous les ennemis avant l'expiration d'une minuterie à l'écran. Parfois, le joueur est récompensé pour avoir nettoyé une zone avec une extension de temps.

## Suite
Gunfighter II: Revenge of Jesse James, une suite de Gunfighter: The Legend of Jesse James, a été développé par Rebellion Developments et édité par Ubisoft en Europe en 2003.

## Accueil
Le jeu a reçu des critiques "mitigées" selon l'agrégateur de critiques Metacritic. 